# 無産政党
無産政党（むさんせいとう）とは、戦前の日本における合法的社会主義政党の総称。

## 概要
有産階級（ブルジョワジー）に対する、労働者などの無産階級（プロレタリアート）のための政党と位置づけられる。
「当時非合法であった、日本共産党を除く」意味合いがある。共産主義政党・社会主義政党は存在自体が非合法とされていたので（具体的には、治安警察法の規定により結社として届け出ると、即日禁止された）、これらの用語を避けるため「無産」の呼称が生まれた。
現代ならば社会民主主義政党と呼ばれる位置にある党派が多い。労働農民党や社会大衆党などの全国的無産政党の他、地方に存在する千葉労農党や岩手無産党などの地域的な無産政党などがあり、分裂期には30余りの政党が乱立していた。

## 一覧
- 車会党
- 社会民主党 (日本 1901年)
- 日本社会党 (1906)
- 日本無産党
- 労働農民党
- 労働者農民党 (1928)
- 新労農党
- 全国大衆党
- 社会大衆党

## 沿革

### 第二次世界大戦前
日本の無産政党は、明治中頃の車会党や東洋社会党など、社会主義思想を自覚的に掲げてはいなかった政治結社も存在した。そのため本格的な無産政党は、片山潜らを中心とする社会主義者によって結成された社会民主党により濫觴とする（1901年5月）。
社会民主党ははじめて社会主義的宣言をしたことで知られているが、時の第4次伊藤内閣は即日結社禁止とした。その後も社会主義者は日本社会党の結党などを模索したが（1906年2月）、解散を余儀なくされた。加えて「大逆事件」が起って社会主義集団は壊滅状態となり、冬の時代と称される閉塞状態に陥った。
第一次世界大戦（欧洲大戦）による日本資本主義の本格的勃興は、日本の労資間の対立を尖鋭化した。それを承け、社会主義者の間に再び結党の動きが起こり、1920年12月に日本社会主義同盟が成立して統一戦線の気運が高まった。同盟そのものは直ぐに禁止となるが、農民労働党（即日禁止）を経て、労働農民党（労農党）の樹立に成功した。
しかし全国的単一党であった労働農民党は、指導者層の対立と支持母体である日本労働総同盟の左右への分解とが問題となり（左派は日本労働組合評議会を結成）、最右派の日本農民党、右派の社会民衆党（社民党）、中道の日本労農党（日労党）が分裂し、この結果、労農党は左派無産政党に改組された（1926年）。
1928年の普通選挙実施により、各無産政党ははじめて公然と帝国議会に議席を得たが、その直後の三・一五事件によって、労農党は指導者を失い（1928年）、治安警察法により政府から解散を命ぜられた。その結果、一部は最左派の新労農党となり、また一部は非合法の日本共産党（1922年創立）に合流して地下潜行に甘んじた。他方、旧労農党内部の労農派を中心として、最左派を〈非現実的〉と指弾し無産大衆党を組織するものが現れた。
労働農民党の分裂以後、無産政党各派は全国的政党たる三派と、無数の地方的政党に分裂したが、普通選挙（普選）実施による統一戦線の必要などから、再び全国的単一党の形成を模索し始めた。その結果、日労党を中核とし、日本農民党と無産大衆党などの都合7党による結党が行われ、日本大衆党が生れた（1928年12月）。日本大衆党も内部分裂が絶えなかったが、同党は再び（新）労農党、旧無産大衆党、社民党系と合同し、ここに戦前の単一無産政党たる社会大衆党（社大党）が生れた（1932年7月）。
社会大衆党は、戦前の無産政党の統一政党であり、また無産政党中の最大政党でもあった。その後行われた総選挙では勢力を増やし、戦前最後となる第20回総選挙において36議席（定数468）を獲得。帝国議会第3党に躍り出た（1937年4月）。
しかし、時勢の難局は同党に日中戦争肯定の立場を取らせ、次いで起った近衛文麿の新体制運動に積極的参加をさせ、大政翼賛会に没入することになった（1940年7月解党）。
1937年3月には労農派の流れを引く合法左派の日本無産党（日無党）が成立し、加藤勘十が総選挙で当選もするが、同年12月に人民戦線事件で、系列労組の日本労働組合全国評議会とともに幹部の検挙、結社禁止となり解散。

### 第二次世界大戦後
日本の敗戦後、旧社会大衆党などを始めとする、戦前の無産政党の流れが合同して日本社会党が結党された。その後一部の右派が離脱して民社党、社会民主連合を結党した。戦後の政党については、社会主義や無産階級のための党派であっても、「無産政党」の用語は使わないのが普通である。「無産政党」に代わる表現として「革新政党」という用語が用いられるようになったためである。なお、日本共産党も、合法政党として再建された。
社会党は1955年の社会党再統一以降、長らく野党第一党の地位を占め、1958年の第28回衆議院議員総選挙では166議席（定数467）を獲得した。しかし、与党として首相を輩出したのは片山哲（1947年 - 1948年）、村山富市（1994年 - 1996年）の2人に留まった。
55年体制崩壊後、1994年に社会民主連合と民社党は自民党離党者を中心とした新党ブームに合流して解散。同年12月に新進党が結成されると社会党は野党第一党の地位を新進党に奪われ、1996年に社会民主党への改称するまでの間に新進党や民主党へ移籍する国会議員等が続出したことで小政党に転落した。これら新党は社会主義は掲げておらず、同時にかつての無産政党に代わる表現として使用された「革新政党」という用語も、この頃からは沖縄県など一部地域を除いては用いられなくなっていった。
2022年7月時点で戦前無産政党の直系といえる政党の国会議席は、共産党を含めても衆議院10議席（共産10）、参議院12議席（共産11、社民1）に過ぎず、戦前より後退している。日本社会党の系譜を踏む勢力としては新社会党もあるが、地方議会での活動に留まっている。
連合は2023年時点では民主党の系譜である国民民主党・立憲民主党への支持が中心になっている。これとは別に、労働組合の日本労働組合総連合会（連合）が自ら政党を組織したこともあったが（民主改革連合）、現存しない。